# نبرد تیچینو

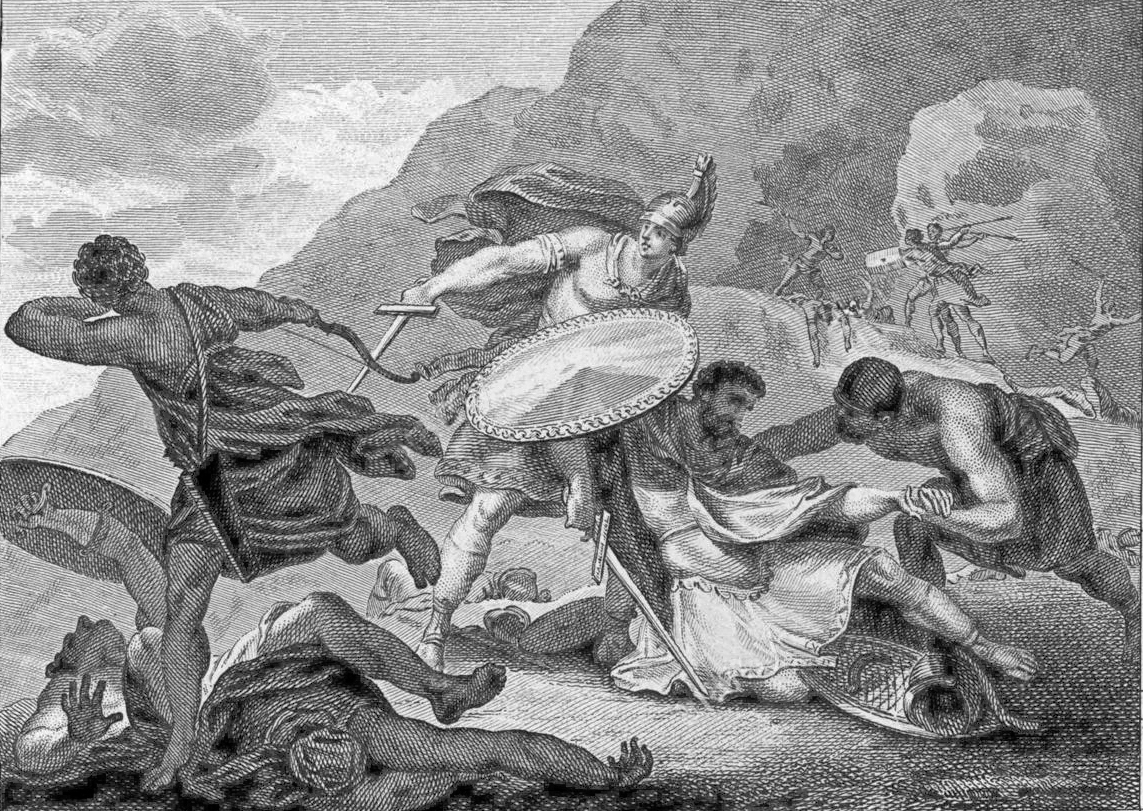
نبرد تیچینو

نبرد تیچینو یکی از نبردهای دومین جنگ کارتاژ بود که طی آن سپاه کارتاژ به فرماندهی هانیبال نیروهای جمهوری روم را در نوامبر 218 پیش از میلاد در محل رود تیکینوس در ناحیه پاویا شکست دادند. 

## پیش زمینه
هانیبال پس از عبور از آلپ و کسب کمکی محدود از مردمان گالیک شمال ایتالیا ، مجبور به موفقیتی فوری بود . از سوی دیگر کرنلیوس اسکیپیو (پدر) نیز با اطلاع از حرکت هانیبال از قبل خود را به دشت پو رسانده و منتظر نبرد بود . هوای انتهای آذر ماه و سرما سبب سختی نبرد میشد . دو سپاه در فاصله حدودا ده کیلومتری و نزدیک رودخانه تیکینوس اردو زدند . طی نبرد پیاده نظام ها درگیر نشدند و جنگ بین سواره نظام ها رخ داد. هانیبال با قرار دادن دو گروه سواره نظام سبک اسلحه در پشت صفوف سواره نظامش در طرفین چپ و راست صبر کرد تا تمامی سواره نظام رومی با نیروهایش درگیر شوند. آنگاه از این دو گروه استفاده کرد تا سواره نظام رومی را از چپ و راست دور بزند که اتفاقی نادر در نبرد سواران بود. همین امر موجب تلفات سنگین رومی ها و حتی زخمی شدن شخص کنسول شد. بنا به روایت مشهوری اسکیپیو آفریکانوس که در این زمان هنوز نوجوان بود پدرش پابلیوس کورنیلیوس اسکیپیو را از میدان نجات داد.